# 白糸の滝 (長野県)
白糸の滝（しらいとのたき）は長野県北佐久郡軽井沢町にある滝。

## 概要
軽井沢（長野県）と北軽井沢（群馬県）を結ぶ白糸ハイランドウェイ沿いにある。標高1260ｍに位置し落差は3 m余りだが、幅は70 mに及び湯川の源流となっている。伏流水を源流とする潜流瀑であるため、概ね流量は一定で濁らず、晴雨に左右されることなく常に幾条もの白糸のように清水が流れ落ちることから命名されたと言われる。この伏流水は浅間山に降った雨が6年かけて流れ出るといわれている。岩肌から水が染み出ている様子が身近に観察でき、ベールのように流れ落ちる美しいこの滝は、周囲をおおう木立との対比も美しく、軽井沢を代表する観光地の一つとなっている。春は新緑、夏は陽光、秋は紅葉、冬は雪景色、と四季折々の美しさは訪れる人を魅了せずにおかないが、中でも夏期の清涼感は格別と言える。また、軽井沢町と（株）白糸ハイランドウエイは期間限定にて、夏の夜は滝をスクリーンとしたプロジェクションマッピングや、冬の夜には滝と雪景色の調和を映し出すライトアップを開催している。（引用：軽井沢ＷＥＢ検定公式テキストブック）

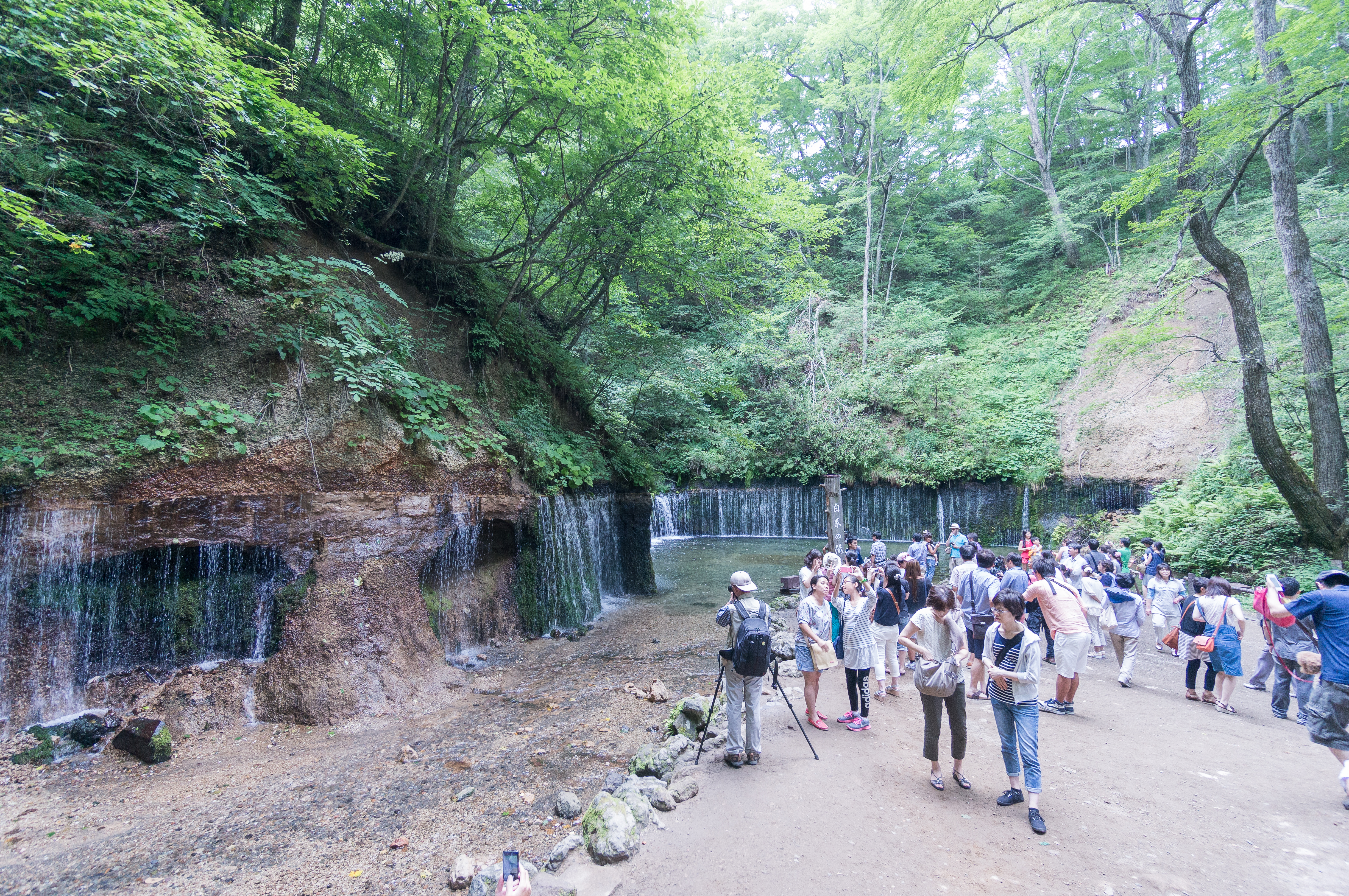
白糸の滝

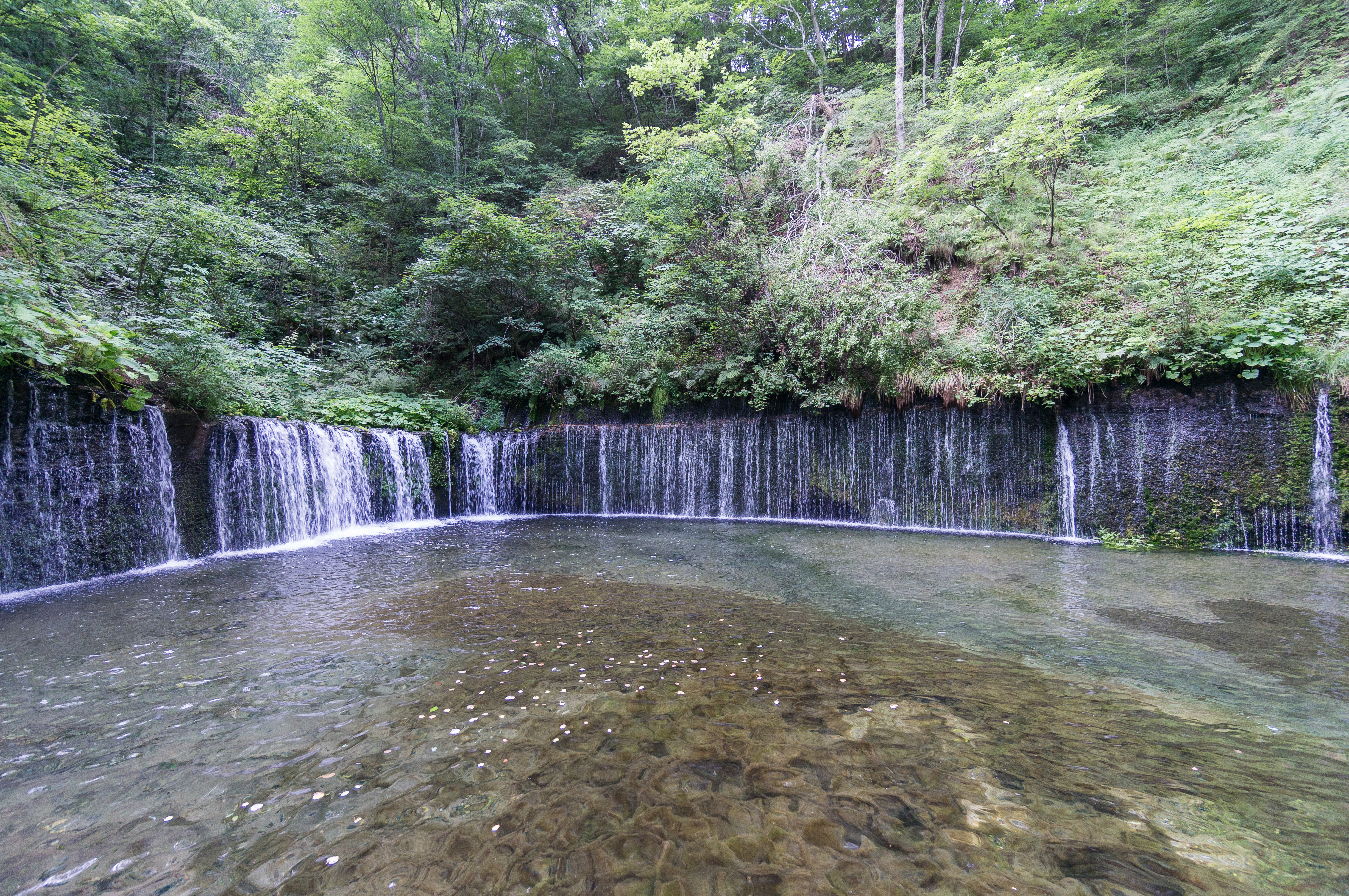
白糸の滝

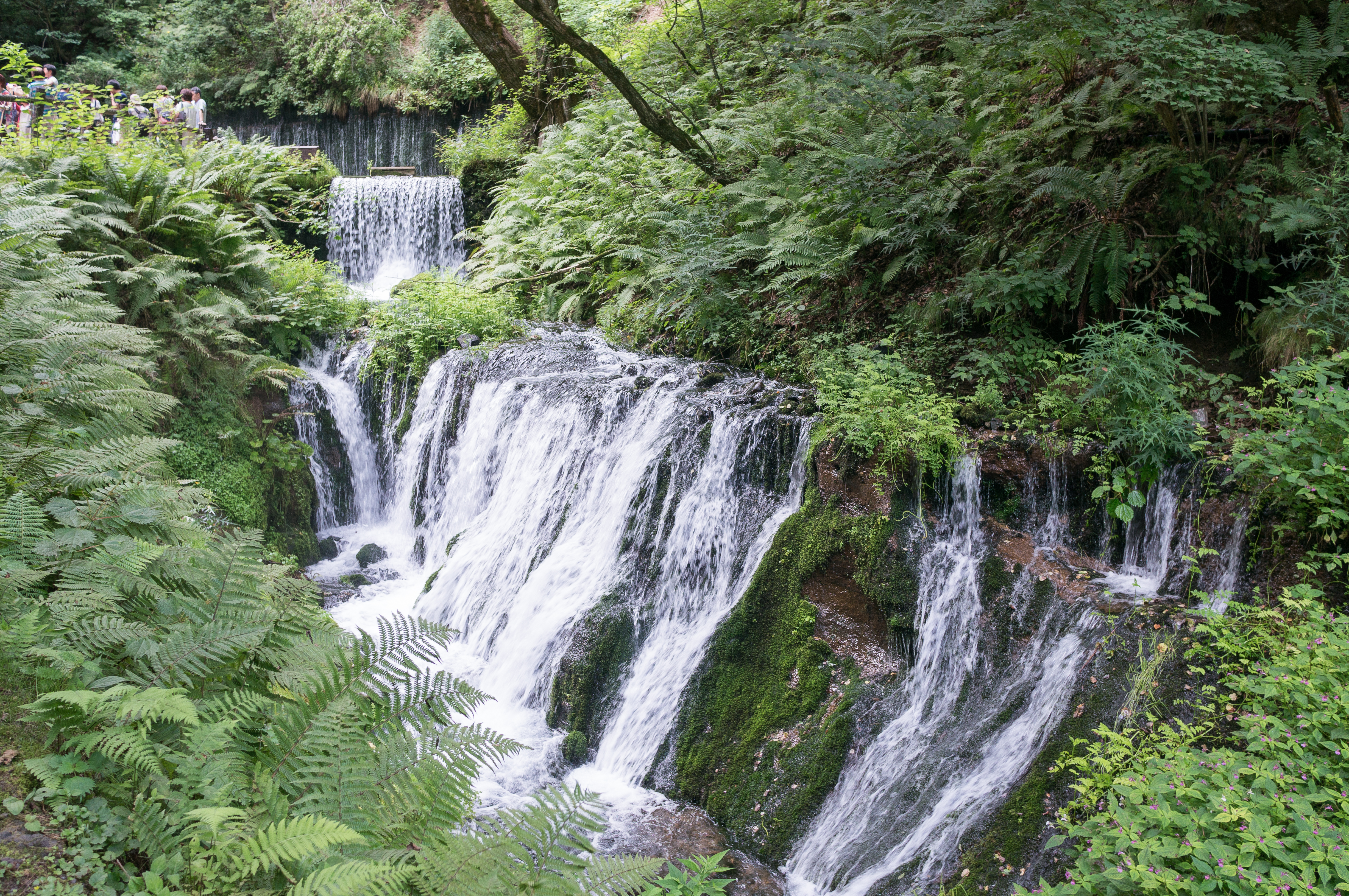
白糸の滝

- 所在地 - 長野県北佐久郡軽井沢町長倉
- 種別 - 潜流瀑
- 落差 - 3 m
- 幅 - 70 m

## 地形と地質
地形としては、2.4万年前に、黒斑山火山の山体が大崩壊し東に流れ下ってきた岩屑なだれが溜まった地層と、天明3年（1783年）に起きた浅間山の天明大噴火により降り積もった軽石層の境がに伏流水が流れ出した偶然の産物と言われている。滝の平面形は半円形をして、前面に滝壺状の池がある。この形は、2つの谷底に湧いていた湧水を、間の尾根を切り取って湧水線としてつなげたもので、前面に堰堤による池を造成し、庭園のように仕上がっている。堰堤の下流にも水を導水して段瀑が作られている。滝の形成は天明3年の噴火によるものであり、その後の造成時期は、昭和初期と推定される。
地質の面では、浅間火山山体の地下水が、地下構造により、離れた場所で湧出している泉として著名。また、小浅間山火山の噴出した白糸軽石層の模式地として知られる。浅間火山東麓のこの地域の地質は、現浅間火山の前身である黒斑山火山の山体が壊れ、流下した塚原岩屑なだれ堆積物（岩質は、凝灰角礫岩）の堆積面で、その後成長した現浅間火山（前掛山火山）の山体からの地下水が流れてきて湧き出しているといわれる。湧出地点の白糸の滝では、塚原岩屑なだれ堆積物の堆積表面の凹みにできていた湖の湖成層が不透水層になり、その上に堆積している白糸軽石層が流れてきた地下水の帯水層になって湧き出している。現場で見ると、地下水は水平の白色粘土層の上面から湧いているが、この白色粘土層が湖成層の最上部である。粗粒の軽石層が粘土層の上にあり、帯水層になっていて、これが白糸軽石層（この滝の名前をとって命名された軽石層）である。

## 交通アクセス
- 北陸新幹線 軽井沢駅から草軽交通バス「北軽井沢」方面行きで約23分、白糸の滝下車、徒歩約5分

## 周辺
- 竜返しの滝 - 白糸の滝から南約4 kmに位置する
- 旧三笠ホテル